# Vicente Ballester Muñoz
Vicente Ballester Muñoz, (Burriana, 1890) fue un político español, procurador a Cortes durante el período franquista.

## Biografía
Militante falangista castellonense. Exportador de agrarios, especialmente con los países Bálticos. Durante la Guerra Civil, se pasó al bando sublevado en octubre de 1936. Fue procurador de representación sindical en la I Legislatura de las Cortes Españolas (1943-1946), por los técnicos del Sindicato Nacional de Frutos y Productos Hortícolas.